# Pterolophia jeanvoinei
Pterolophia jeanvoinei là một loài bọ cánh cứng trong họ Cerambycidae.